# Mikołaj Bąkowski
Mikołaj Bąkowski herbu Ryś – sędzia ziemski malborski w latach 1662–1672, dworzanin królewski w 1652 roku.
Deputat z województwa malborskiego na Trybunał Główny Koronny w 1639/1640 roku. Poseł malborski na sejm 1645 roku. Był elektorem Jana II Kazimierza Wazy w 1648 roku.
Poseł sejmiku generalnego pruskiego na sejm koronacyjny 1649 roku, sejmy 1650, 1652 (I), 1652 (II), 1654 (I), 1654 (II), 1658, 1662, 1667, 1668 (I), 1668 (II) roku. Poseł województwa malborskiego na sejm wiosenny 1666 roku i sejm jesienny 1666 roku.
Był elektorem Michała Korybuta Wiśniowieckiego z województwa malborskiego w 1669 roku.